# Davide Marchini
Davide Marchini (Portomaggiore, 23 febbraio 1981) è un allenatore di calcio ed ex calciatore italiano, di ruolo centrocampista.

## Caratteristiche tecniche
Centrocampista esterno dalle spiccate doti fisiche, eccelle nel contrasto e nella corsa.

## Carriera

### Giocatore
Cresciuto nella squadra della sua città, la S.P.A.L., che lo aveva rilevato dalla Portuense, nel 1999-2000 passa al San Marino, dove rimane per tre stagioni collezionando 43 presenze (ed una rete) e ottenendo una promozione in Serie C2.
Nel 2002-2003 è all'Alzano Virescit (26 presenze in Serie C1), dove si mette in mostra per le sue grandi doti sulla fascia. Per la stagione successiva passa al Lanciano, con cui gioca 24 partite.
Nell'estate 2004 approda al Chievo Verona per la sua prima in Serie A. Dopo sei mesi sotto la guida del tecnico Mario Beretta, alla fine di gennaio del 2005 si trasferisce alla Sassari Torres, in Serie C1, dove gioca 21 partite segnando 3 reti, firmando il gol decisivo per la salvezza dei sassaresi.
Dopo un anno e mezzo alla Sassari Torres da protagonista, nel gennaio 2006 si trasferisce alla Triestina, in Serie B, dove rimane un anno solare collezionando 30 presenze e 3 reti, due delle quali sul campo del Piacenza, decisive per la salvezza degli alabardati.
Nel gennaio 2007 passa in comproprietà al Cagliari, realizzando nella vittoria contro l'Udinese (2-1) il suo primo gol in A. Alla penultima giornata di campionato è autore di una doppietta nel 3-2 contro la Roma, vittoria che assicura ai sardi la permanenza in massima categoria anche per la stagione seguente.
In autunno è protagonista, suo malgrado, di un episodio controverso che sfocia sul piano legale: alcuni giorni dopo uno scontro in allenamento con Pasquale Foggia, viene malmenato da un amico di quest'ultimo in un locale di Cagliari. In precedenza all'episodio, raccontato alla Gazzetta dello Sport, il calciatore aveva denunciato per mobbing la società in quanto gli era stato impedito l'accesso al centro di allenamento: il club si dichiarò estraneo alla vicenda, minimizzando le accuse di Marchini. Il presidente Massimo Cellino comminò inoltre una multa al calciatore poiché durante la trasferta di Parma del settembre 2007 non aveva risposto alla convocazione, venendo poi reperito all'infuori di una discoteca il mattino seguente. Nell'estate 2008 fa quindi ritorno alla Triestina, che successivamente lo cede in prestito al Bologna.
Con i felsinei raggiunge la salvezza nel campionato 2008-09, trasferendosi poi al Livorno. In occasione della sfida con il Napoli del 24 gennaio 2010 viene schierato tra i pali per sopperire all'espulsione di Alfonso De Lucia, in quanto gli amaranto aveva terminato i cambi a disposizione; con il risultato di 0-1 in favore dei partenopei, incassa da Cigarini la rete del definitivo raddoppio.
Il 20 agosto 2010 viene ufficializzato il suo passaggio allo Spezia. Con la società ligure raggiunge la Serie B, prima di ritornare per motivi familiari vicino a casa. Il 2 gennaio 2012 rescinde il contratto con lo Spezia Calcio.
Il 31 gennaio 2012 firma per la SPAL, tornando così nella squadra dove era cresciuto calcisticamente. Con i ferraresi disputa il campionato di Serie C1: l'esordio avviene il 19 febbraio 2012. Dopo il fallimento del club, rimane in rosa per il successivo campionato di Serie D e contribuisce alla risalita della squadra.
Svincolatosi dal club ferrarese dopo due stagioni, si accasa al Comacchio Lidi, in Prima Categoria, ma nel dicembre dello stesso anno decide di lasciare la squadra e trasferirsi in Promozione, al Santa Maria Codifiume.
Nell'estate 2015 si trasferisce all'Argentana, dove termina la propria carriera di calciatore ed inizia quella di allenatore.

### Allenatore
Diventa allenatore della juniores dell''Argentana, la sua ultima squadra da calciatore. Il successivo anno viene promosso in prima squadra dove Con la società granata raggiunge una meritata e impensata prima del suo arrivo salvezza che fa sì che gli addetti ai lavori del Progresso Calcio lo portino nel Bolognese.
Dalla stagione 2017-2018 è allenatore del S.C.D Progresso Calcio con il quale nel 2018-2019 vince il campionato di Eccellenza raggiungendo una storica promozione in Serie D per il club bolognese. Non viene tuttavia confermato per la stagione 2019-2020.
Il 30 dicembre 2020 torna in panchina, viene infatti ingaggiato dagli emiliani del Sasso Marconi che disputano il campionato di Serie D. Il 16 febbraio 2021, con la squadra penultima in classifica, viene esonerato e sostituito da Luigi Della Rocca, che andrà a ricoprire il doppio ruolo di Allenatore/ giocatore.
Nel novembre 2021 viene ingaggiato dal Granamica, nel campionato di Eccellenza Emilia. A fine stagione , dopo aver condotto la squadra al terzo posto finale, viene confermato per la stagione 2022-2023.
Il 1º luglio 2024 torna sulla panchina Progresso, squadra emiliana di Serie D. Dopo aver portato il club alla salvezza, l'11 maggio seguente la dirigenza con un comunicato annuncia di aver interrotto in maniera consensuale il rapporto di collaborazione con il tecnico.

## Palmarès

### Club

#### Competizioni nazionali
- Serie D: 1

San Marino: 1999-2000